# Дерекойская волость
Дерекойская во́лость — административно-территориальная единица в составе Ялтинского уезда Таврической губернии. Образована в результате земской реформы Александра II 1860-х годов, из частей Байдарской и Алуштинской волостей.

## Волость на 1889 год
Согласно «Памятной книге Таврической губернии 1889 года», по результатам Х ревизии 1887 года, в Дерекойскую волость входило 18 деревень с населением 8984 человека.

## Волость на 1892 год
По «…Памятной книжке Таврической губернии на 1892 год» в волости было учтено 16 деревень: Аутку верхнюю и нижнюю опять объединили в одну, Куркулет записан, как выселок Партенита, без отдельных данных. Во многих селениях учтено значительно меньше жителей, чем по ревизии 1887 года, объяснения чему пока не найдено. Всего в 1239 дворах числилось 6528 жителей.

## Волость на 1902 год
После земской реформы 1890-х годов, по «…Памятной книжке Таврической губернии на 1902 год», в волости также числилось 16 деревень и выселок Куркулет. Население выросло и составило 7626 человек, при этом в ревизии некоторые поселения учитывались совместно.

## Волость на 1915 год
По Статистическому справочнику Таврической губернии. Ч.II-я. Статистический очерк, выпуск восьмой Ялтинский уезд, 1915 год, в Дерекойской волости Ялтинского уезда числилось 620 различных поселений (в основном имения и дачи) в которых проживало 8449 человек приписных жителей и 13395 — «посторонних». Из них в Алуште числилось 6072 жителя и 5 селений остались в статусе деревень. К этому времени Мисхор получил статус местечка, Симеиз стал селом, 14 селений остались деревнями. Появился посёлок Новый Симеиз, а выселок Куркулет стал деревней. Также учтено большое количество частных дач, усадеб, имений, включая принадлежавшие членам царствующей фамилии. Волость включала также деревни:

| - Ай-Василь - Аутка - Гаспра - Гурзуф - Дегерменкой - Дерекой - Кекенеиз - Кизильташ | - Кореиз - Куркулет - Кучук-Кой - Лимены - Мисхор - Никита - Партенит - Симеиз |

Волость существовала до реформ административного деления, проведённых после установления в Крыму Советской власти. Постановлению Крымревкома от 8 января 1921 года была упразднена волостная система и сёла волости включили в состав Ялтинского района.